# Victoriastadt

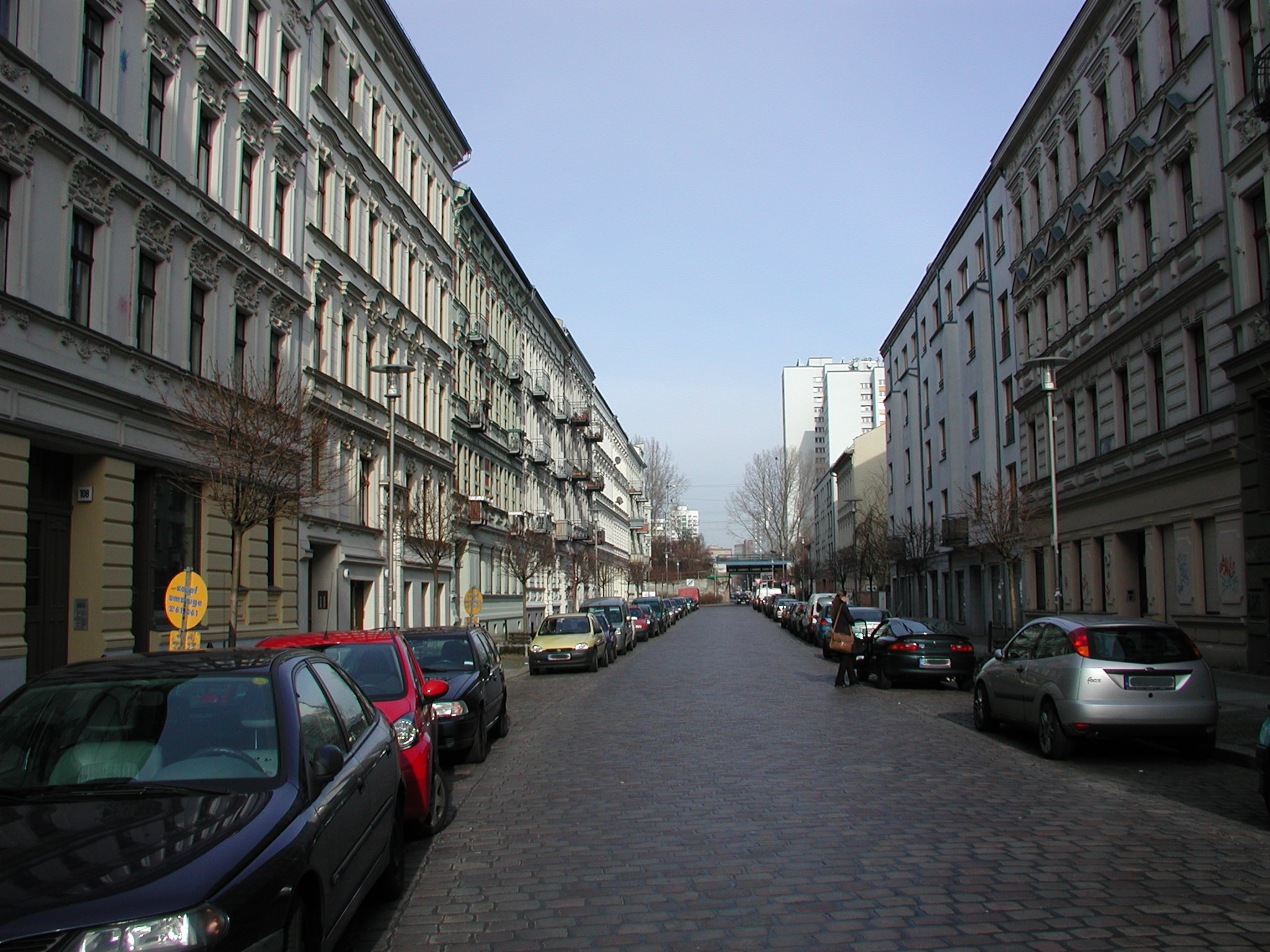
Gerenoveerde huizen uit de Gründerzeit in de Pfarrstraße

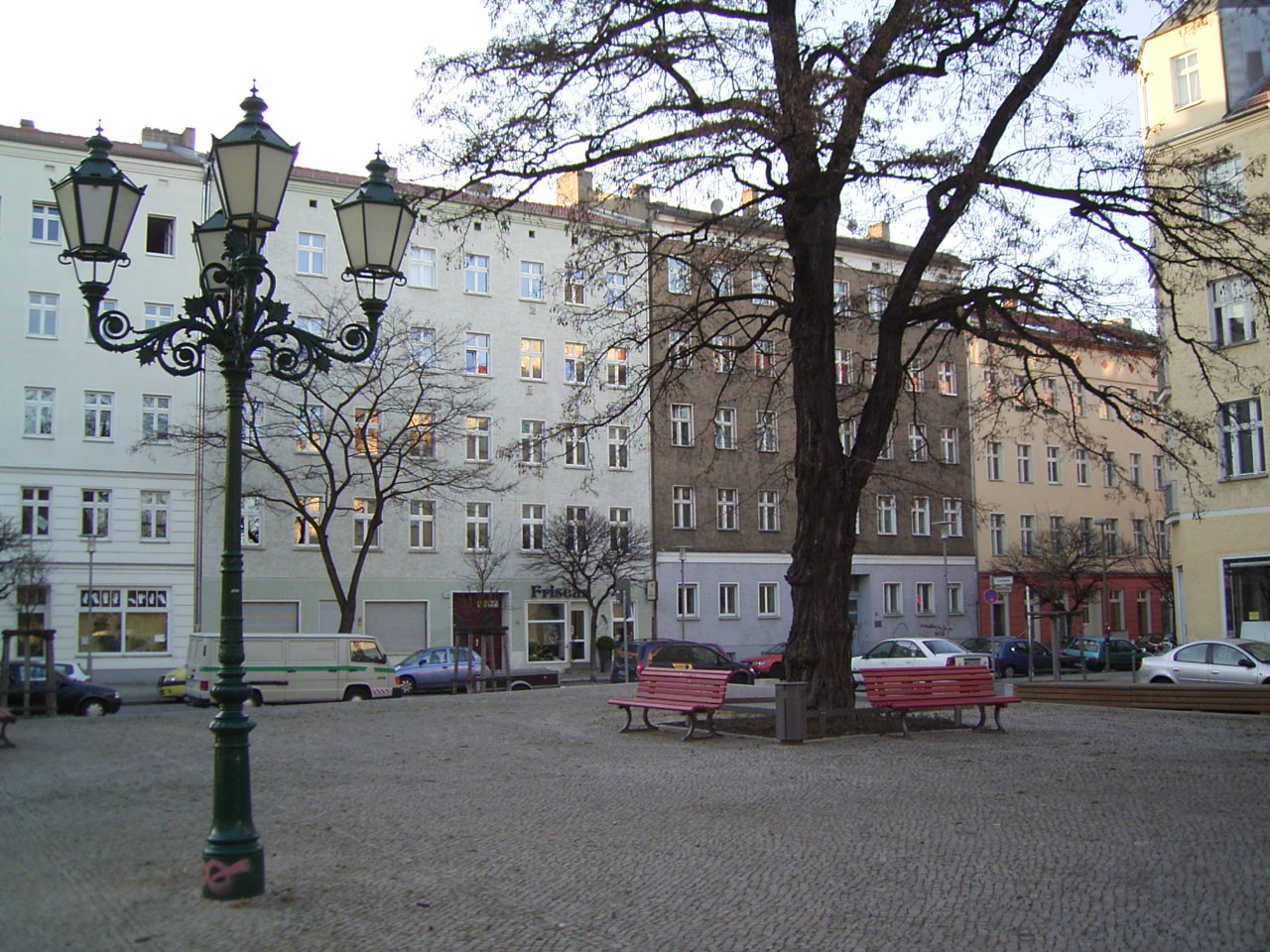
Tuchollaplatz

De Berlijnse wijk Victoriastadt, ook bekend als Kaskelkiez, is een woongebied in het stadsdeel Rummelsburg in het zuidwesten van het district  Lichtenberg. De naam Victoriastadt verwijst naar de sterke band die aan het eind van de 19e eeuw bestond met het Verenigd Koninkrijk en met zijn toenmalige koningin Victoria. Dichter en tekenaar Heinrich Zille verbleef hier vijf jaar en nam vele indrukken van hieruit mee in zijn werk. De buurt telt ongeveer 3.500 inwoners.
De gebroeders Anton und Albert Lehmann, wol- en ploegschaarmakers uit Rummelsburg, kochten in 1871 het gebied op. Nadat zij samen met de fabrikant Albert Protzen in 1871 de Cement Bau AG hadden opgericht, lieten zij het gebied verkavelen. Vanaf de Kietzer Landweg (de huidige Nöldnerstraße) begon een drukke bouwactiviteit om snel goedkope woningen te bouwen voor de arbeiders die in nieuwe fabrieken van Rummelsburg en Friedrichsfelde tewerkgesteld waren. Er werd niet geïnvesteerd in technische faciliteiten, zodat er de eerste jaren geen water-, elektriciteits- of gasaansluitingen waren.
De straten kregen de namen van Duitse dichters, filosofen en componisten. De huidige Kaskelstraße heette Kantstraße, het deel van de Pfarrstraße tot de Marktstraße droeg de naam Schillerstraße, de Kernhofer Straße heette Goethestraße, de Spittastraße (genoemd naar de Duitse architect Max Spitta) werd op de kaart aangeduid als Lessingstraße en de huidige Geusenstraße werd Mozartstraße genoemd.
Het gebied van de Colonie Victoriastadt kwam in 1889 bij de gemeente Boxhagen-Rummelsburg.
In 1902 werden de straten omgelegd en werden bruggen en viaducten gebouwd. In 1912 werden Boxhagen-Rummelsburg en dus ook Victoriastadt bij de gemeente Lichtenberg gevoegd. Het westelijk deel van het gebied werd in de jaren 1920 met de uitbreiding van de firma Knorr-Bremse bebouwd.
Tijdens de Tweede Wereldoorlog werden slechts weinig huizen verwoest, waardoor een aangesloten geheel van gebouwen uit de Gründerzeit bewaard is gebleven.